# Municipio de Welches Creek
El municipio de Welches Creek (en inglés: Welches Creek Township) es un municipio ubicado en el condado de Columbus en el estado estadounidense de Carolina del Norte. En el año 2010, tenía una población de 1 783 habitantes.

## Geografía
El municipio de Welches Creek se encuentra ubicado en las coordenadas 34°23′53.61″N 78°38′13.05″O / 34.3982250, -78.6369583.